# Антонио де ла Круз
Антонио де ла Круз (Леон, 7. мај 1947) бивши је шпански фудбалер.

## Каријера
Током каријере је играо за Реал Ваљадолид, Гранада и Барселона.

## Репрезентација
За репрезентацију Шпаније дебитовао је 1972. године. Наступао је на Светском првенству (1978) са шпанском селекцијом. За тај тим је одиграо 6 утакмица.

## Статистика
| Шпанија | Шпанија | Шпанија |
| Година  | Наступи | Голови  |
| ------- | ------- | ------- |
| 1972.   | 3       | 0       |
| 1973.   | 0       | 0       |
| 1974.   | 0       | 0       |
| 1975.   | 0       | 0       |
| 1976.   | 0       | 0       |
| 1977.   | 0       | 0       |
| 1978.   | 3       | 0       |
| Укупно  | 6       | 0       |